# Wigwam (Band)
Wigwam ist eine 1968 gegründete finnische Artrock- und Progressive-Rock-Band.

## Geschichte
Die Bandgeschichte lässt sich in drei deutlich voneinander getrennte Phasen unterteilen, die in Fanzines auch als die drei Auflagen (‚editions‘) von Wigwam bezeichnet werden. Die erste Phase (1968 bis 1974) zeichnet sich vor allem durch künstlerische Ambitionen aus, während die zweite (1974/75 bis 1978/80) geprägt ist vom Versuch auch international sich zu etablieren. Als dritte Auflage wird nach der durch den Tod des Gründers Ronnie Österberg 1980 endgültig scheinenden Auflösung die überraschende Auferstehung der Band seit 1991 bezeichnet. The first edition genießt in Finnland selbst im 21. Jahrhundert noch Kultstatus.

### Wigwam – 1. Auflage
Wigwam wurde 1968 in Nachfolge der samischen Band Blues Section, einer frühen finnischen Jazzrockband, von deren Drummer Ronnie Österberg als klassisches Rocktrio gegründet mit Mats Hulden am Bass und Nikke Nikamo an der Gitarre. Bald nach der Gründung wurde die Gruppe vervollständigt mit dem britisch-finnischen Singer-Songwriter Jim Pembroke, der ebenfalls Mitglied bei Blues Section gewesen war, und dem Organisten Jukka Gustavson, die beide sowohl im Gesang als auch in der Komposition nebeneinander das 1969 publizierte erste Album Hard 'N' Horny prägten. Während die A-Seite ganz sowohl englischen als auch finnischen Liedern von Gustavson gewidmet ist, wurde die ausschließlich von Pembroke gestaltete B-Seite zu einem lyrischen Konzeptalbum.
Die Produktion des Albums gestaltete sich als langwierig und ging an die Grenze der finanziellen Möglichkeiten des noch jungen Labels Love Records. Hard 'N' Horny wurde zwar von der inländischen Musikkritik gut aufgenommen, aber kein Hit. Die zur selben Zeit außerhalb der LP erschienene Single Luulosairas war ein erheblich besserer Verkaufserfolg. Währenddessen baute sich Wigwam einen exzellenten Ruf als Liveband auf, wenngleich ihre Plattenveröffentlichungen wenig gemein mit ihren Auftritten hatten.
1970 stieß der Multiinstrumentalist Pekka Pohjola dazu und es wurden in schneller Folge zwei weitere LPs produziert. Anschließend vergingen fast drei Jahre bis zur Veröffentlichung des Albums Being, das oftmals als ihr Meisterstück des Progressive Rocks betrachtet wird und zugleich die erste große Zäsur der Bandgeschichte 1974/75 einläutete.

### Wigwam – 2. Auflage
Nach dem künstlerischen Erfolg mit Being kam es zu einem grundlegenden Wandel, der sich zunächst in der Besetzung niederschlug. Sowohl am Bass als auch an der Gitarre kamen mit Pekka Rechardt und Måns Groundstroem neue Musiker, der Stil der Band wurde kommerzieller. Das 1975 erschienene Album Nuclear Nightclub wurde dergestalt ihr erfolgreichstes und soll von den heimischen Musikjournalisten als das beste finnische Album aller Zeiten gepriesen worden sein, ebenso wie Wigwam insgesamt gar als beste Band der Welt.
In der Folgezeit wurde die Gruppe erstmals auch international beachtet, namentlich im Vereinigten Königreich konnte sie positiv auf sich aufmerksam machen und schien ähnlich wie zuvor Tasavallan Presidentti mit Jukka Tolonen, der später auch mit Wigwam spielte, vor dem Durchbruch zu stehen. Nachdem der internationale Erfolg nicht gelingen wollte, stand die Band im Herbst 1977 kurz vor der Auflösung, machte schließlich aber unter altem Namen weiter und brachte noch vor Jahresende ihr Dark Album heraus, das zwar von den Fans durchaus geschätzt, aber von der Mainstream-Musikpresse weitestgehend ignoriert wurde. Auch ihr Jubiläumskonzert im Juni 1978 beim Punkarock Festival in Punkaharju war eher ein Misserfolg, Wigwam geriet zunehmend in Auflösung. Die Bandmitglieder widmeten sich anderen Projekten oder Brotarbeiten; auch ein umfangreicher, höchst positiver Artikel unter anderem über das aktuelle Album im New Musical Express konnte diesmal den Verlauf nicht umkehren. Die Band löste sich auf.

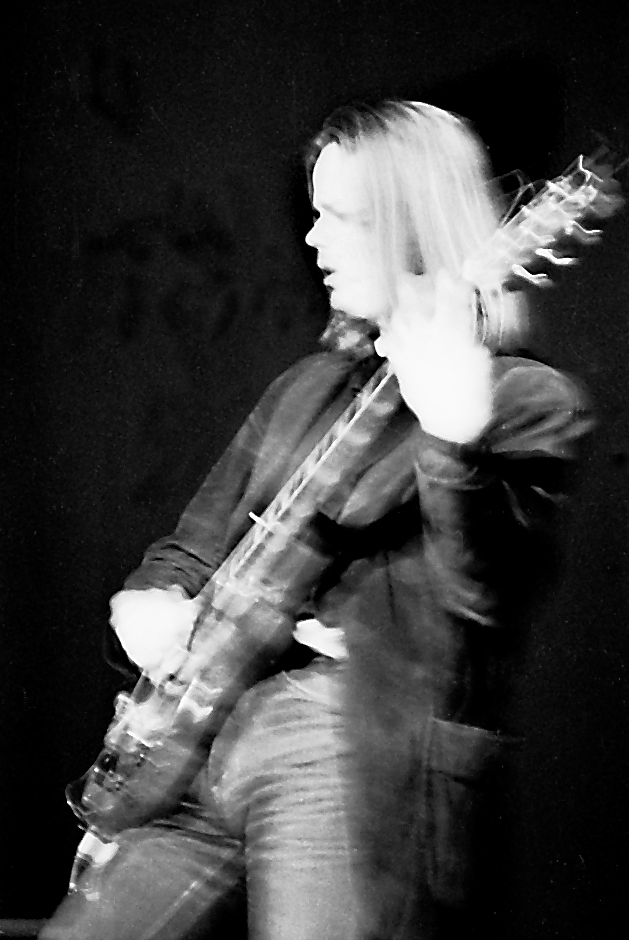
Pekka Rechardt 1974

Im Spätjahr 1978 formten Jim Pembroke und Ronnie Österberg noch die kurzlebige Jim Pembroke Band, doch nachdem der mit gesundheitlichen Problemen belastete Österberg am 6. Dezember 1980, dem finnischen Unabhängigkeitstag, durch Suizid umgekommen war, vollzog sich die zweite Zäsur endgültig. Mit dem Schlagzeuger Österberg war das einzige durchgängig verbliebene Gründungsmitglied tot.

### Wigwam – 3. Auflage
Im Sommer 1991 kam es dennoch in der Besetzung Pembroke-Rechardt-Groundstroem zu einer Reunion, die unter an finnischer Rockmusik Interessierten als die 3. Auflage (‚third edition‘) von Wigwam gilt. Seither kommt es recht regelmäßig zu Konzerten sowie zu alten, aber auch neuen Veröffentlichungen, von denen einige in die finnischen Charts gelangten. Die besten Ergebnisse erzielten sie 2002 mit dem neuen Album Titans Wheel und 2015 mit der Neuauflage ihres Debütalbums Hard N’ Horny, die es bis in die finnischen Top Ten schafften.

## Bandmitglieder
Aktuelle Besetzung
- Jim Pembroke – Gesang, Keyboard (1969–2021)
- Pekka „Rekku“ Rechardt – Gitarre (1974–)
- Esa Kotilainen – Keyboard (1974–1975, 1977, 2001–)
- Mats Huldén – Bass (1968–1970, 2004–)
- Jari „Kepa“ Kettunen – Schlagzeug (1993–)

Gründungsformation
- Vladimir „Nikke“ Nikamo – Gitarre (1968–1970)
- Mats Huldén – Bass (1968–1970, 2004–)
- Ronald „Ronnie“ Österberg – Schlagzeug (1968– † 1980)

Weitere Mitglieder
- Jukka „Gutsi“ Gustavson – Gesang (1969–1974)
- Pekka Pohjola – Bass (1970–1974)
- Måns „Måsse“ Groundstroem – Bass (1974–2003)
- Jussi Kinnunen – Bass (2003–2004)
- Jan Noponen – Schlagzeug (1991–1993)
- Pekka Pohjola – Geige (1970–1974)
- Jukka „Gutsi“ Gustavson – Keyboard (1969–1974)
- Heikki „Hessu/Pedro“ Hietanen – Keyboard (1975–1977, 1991–1992, 1999–2000)
- Mikko Rintanen – Keyboard (1992–1993)

Gastmusiker
Mit Wigwam spielten zahlreiche teilweise auch international aktive, zumeist finnische Musiker wie Jukka Tolonen, Eero Koivistoinen, Erkki Kurenniemi und Juhani Aaltonen.

## Diskografie
Alben

| Jahr | Titel                              | Höchstplatzierung, Gesamtwochen, AuszeichnungChartsChartplatzierungen (Jahr, Titel, Platzierungen, Wochen, Auszeichnungen, Anmerkungen) | Anmerkungen                                     |
| Jahr | Titel                              | FI | Anmerkungen                                     |
| ---- | ---------------------------------- | --- | ----------------------------------------------- |
| 1969 | Hard ’n’ Horny                     | FI8 (1 Wo.)FI | Charteinstieg in FI erst 2015                   |
| 1970 | Tombstone Valentine                | FI42 (2 Wo.)FI | Charteinstieg in FI erst 2014                   |
| 1971 | Fairyport                          | FI40 (1 Wo.)FI | Charteinstieg in FI erst 2014                   |
| 1974 | Being                              | FI30 (1 Wo.)FI | Charteinstieg in FI erst 2014                   |
| 1975 | Nuclear Nightclub                  | FI12 Gold · (8 Wo.)FI | Charteinstieg in FI erst 2011                   |
| 2000 | Fresh Garbage - Rarities 1969-1977 | FI34 (1 Wo.)FI | Kompilation                                     |
| 2002 | Titans Wheel                       | FI7 (3 Wo.)FI |                                                 |
| 2005 | Some Several Moons                 | FI28 (2 Wo.)FI |                                                 |
| 2016 | Pop-Liisa 3                        | FI20 (1 Wo.)FI |                                                 |
| 2021 | Wigwam Plays Wigwam – Live         | FI46 (1 Wo.)FI | Doppel-CD, limitierte Ausgabe Erstausgabe: 2001 |
| 2022 | Live At Töölönranta 1975           | FI46 (1 Wo.)FI |                                                 |
| 2023 | Live At Natsa 1971                 | FI22 (1 Wo.)FI |                                                 |

grau schraffiert: keine Chartdaten aus diesem Jahr verfügbar
Weitere Alben
- Live Music from the Twilight Zone (Livealbum, 1975)
- The Lucky Golden Stripes and Starpose (1976)
- Dark Album (1977)
- Light Ages (1993)
- Nuclear Nightclub – Expanded (2018)

Weitere Kompilationen
- Wigwam (1972)
- Rumours on the Rebound (1979)
- Classics – The Rarest (1990)
- Highlights (1996)
- Parhaat (2009)
- 28 Songs from the Twilight Zone (2014)

Wigwam und viele ihrer Mitglieder waren ausgesprochen produktive Künstler: Neben den hier aufgeführten originären, Live- und Kompilationsalben wurde zudem eine Vielzahl an Singles veröffentlicht und Beiträge auf Samplern verschiedener Interpreten. Auch einige der beteiligten Musiker haben, teilweise umfangreich, Solowerke veröffentlicht. Neben Pekka Pohjola ist da besonders Jim Pembroke zu nennen:

### Soloalben von Jim Pembroke
| Jahr | Titel             | Höchstplatzierung, Gesamtwochen, AuszeichnungChartsChartplatzierungen (Jahr, Titel, Platzierungen, Wochen, Auszeichnungen, Anmerkungen) | Anmerkungen |
| Jahr | Titel             | FI | Anmerkungen |
| ---- | ----------------- | --- | ----------- |
| 2014 | If the Rain Comes | FI21 (4 Wo.)FI |             |

Weitere Alben
- Wicked Ivory (1972)
- Pigworm (1974)
- Corporal Cauliflowers Mental Function (1977)
- Flat Broke (1980)
- Party Upstairs (1981)
- Bee tai pop (with Kojo) (1985)